# Liga Nacional Intermedia de Voleibol Femenino 2024
La Liga Nacional Intermedia de Voleibol es la segunda división de competencia de este deporte en Perú, siendo la edición 2024 la vigésimo primera en su historia. Comenzó el 14 de enero de 2024 y terminó el 11 de febrero del mismo año. Su organización, control y desarrollo estuvieron a cargo de la Federación Peruana de Voleibol (FPV). En esta ocasión, la LNIV contó con la participación de once (11) clubes provenientes de cinco regiones del Perú: cinco (5) de Lima, tres (3) de Arequipa, uno (1) de San Martín, uno (1) de La Libertad y uno (1) de Áncash
Esta temporada, la Liga Intermedia se jugó en dos (2) fases: la primera se desarrolló a nivel regional y la segunda se disputó a nivel nacional. La primera fase fue dividida en tres (3) series: la serie A de Lima, que otorgó dos (2) cupos al cuadrangular final; la serie B de Arequipa, que entregó un (1) cupo; y la serie C de Nuevo Chimbote, que también otorgó un (1) cupo.     
El cuadrangular final de la segunda fase se llevó a cabo en Lima con los cuatro (4) mejores equipos de las series A, B y C. En esta instancia, el Club Atlético Atenea se proclamó campeón de la Liga Nacional Intermedia de Voleibol 2024, logrando ascender por primera vez a la Liga Nacional Superior de Voleibol del Perú. Por otro lado, Kazoku No Perú obtuvo el subcampeonato y disputó la revalidación 2024 el 17 de febrero de 2024, perdiendo contra Deportivo Wanka.     

## Equipos participantes
Este torneo contó con la participación de: 
-Los ocho (8) equipos que no lograron ascender a la Liga Nacional Superior de Voleibol Femenino 2023-2024 en la Liga Nacional Intermedia de Voleibol Femenino 2023: Molivoleibol, Los Brillantes, Atlético Faraday, Fundación Taybor, Porvenir Boys, Star Net, Real Mariscal Cáceres y Sport Performance. 
-El equipo (1) que descendió de la Liga Nacional Superior de Voleibol Femenino 2022-2023: Sumak Selva. 
-El campeón (1) del Torneo Metropolitano Akira Kato 2023: Club Atlético Atenea.
-Y el ganador (1) del Campeonato Nacional de Clubes Campeones Akira Kato 2023: Kazoku No Perú.
| N.º | Clubes                | Regiones    | Entrenadores     | Capitanas        | Extranjeras   | Extranjeras      | Extranjeras      |
| --- | --------------------- | ----------- | ---------------- | ---------------- | ------------- | ---------------- | ---------------- |
| 1   | Los Brillantes        | Áncash      |                  |                  |               |                  |                  |
| 2   | Atlético Faraday      | Arequipa    |                  |                  |               |                  |                  |
| 3   | Fundación Taybor      | Arequipa    |                  |                  |               |                  |                  |
| 4   | Porvenir Boys         | Arequipa    |                  |                  |               |                  |                  |
| 5   | Star Net              | La Libertad | Carlos Aguilar   |                  |               |                  |                  |
| 6   | Molivoleibol          | Lima        | Carlos Maldonado | Kenia Mendoza    | Kenia Mendoza |                  |                  |
| 7   | Real Mariscal Cáceres | Lima        | Davide Bozzano   | Lihaona Flores   |               |                  |                  |
| 8   | Sport Performance     | Lima        | Héctor Agurto    | Jesselin Lozano  |               |                  |                  |
| 9   | Club Atlético Atenea  | Lima        | Roberto Correa   | Reyshel Zea      |               |                  |                  |
| 10  | Kazoku No Perú        | Lima        | Arturo Gambini   | Leslie Santillán |               |                  |                  |
| 11  | Sumak Selva           | San Martín  | Erick Vargas     |                  | Sheyla Lucumi | Verónica Guevara | Melissa Monteros |

### Relevos de esta temporada
|   | Descendió de la LNSV 2022-23 |
| - | ---------------------------- |
| 1 | Sumak Selva                  |

|   | Ascendieron a la LNIV 2024 |
| - | -------------------------- |
| 1 | Club Atlético Atenea       |
| 2 | Kazoku No Perú             |

## Transferencias destacadas
| N.° | Jugadora/Técnico  | Posición    | Club anterior     | Nuevo club            |
| --- | ----------------- | ----------- | ----------------- | --------------------- |
| 1   | Nicole Abreu      | Receptora   | CS Italiano       | Kazoku No Perú        |
| 2   | Dina Díaz         | Opuesta     | Deportivo Alianza | Kazoku No Perú        |
| 3   | Elena Keldibekova | Levantadora | CS Italiano       | Club Atlético Atenea  |
| 4   | Abby Gonzales     | Opuesta     | USMP              | Real Mariscal Cáceres |

## Primera Fase

### Serie A

#### Primera etapa
La serie A estuvo conformada por cinco equipos de Lima: Real Mariscal Cáceres, Sport Performance, Molivoleibol, Club Atlético Ateneay Club de Voleibol Kazoku No Perú que jugaron dos etapas para definir a sus dos representantes en el cuadrangular final de la LNIV 2024.  
En la primera etapa, se enfrentaron todos contra todos en una sola ronda en el coliseo del Circolo Sportivo Italiano de Pueblo Libre. Los cuatro mejores equipos clasificaron a la segunda etapa de semifinales y finales. El único eliminado de esta etapa fue Molivoleibol. 
La segunda etapa se jugó en el Colegio La Salle de Breña. En las semifinales, los clubes Atlético Atenea y Kazoku No Perú lograron su clasificación al cuadrangular final, tras ganar 3-0 a Real Mariscal Cáceres y Sport Performance, respectivamente. 
En la fecha final, Atenea venció 3-0 a Kazoku y se declaró ganador de la serie, mientras que Mariscal Cáceres derrotó 3-2 a Sport Performance y logró el tercer lugar de la serie. 

##### Clasificación de la primera etapa
Cada triunfo por 3-0 y por 3-1 otorga 3 puntos al equipo ganador y cada triunfo por 3-2 otorga 2 puntos al equipo ganador y 1 punto al equipo perdedor. Si hay empate en puntos, se desempata teniendo en cuenta la cantidad de partidos ganados. Si el empate persiste, el ratio de sets. Si el empate continúa, el ratio de puntos.
- Última actualización: 28 de enero de 2024.

| Pos. | Equipos               | Puntajes | Partidos | Partidos | Partidos | Resultados | Resultados | Resultados | Resultados | Resultados | Resultados | Sets | Sets | Sets  | Puntos | Puntos | Puntos | Rival en semifinales  |
| Pos. | Equipos               | Puntajes | PJ       | PG       | PP       | 3-0        | 3-1        | 3-2        | 2-3        | 1-3        | 0-3        | SG   | SP   | Ratio | PG     | PP     | Ratio  | Rival en semifinales  |
| ---- | --------------------- | -------- | -------- | -------- | -------- | ---------- | ---------- | ---------- | ---------- | ---------- | ---------- | ---- | ---- | ----- | ------ | ------ | ------ | --------------------- |
| 1°   | Kazoku No Perú        | 10       | 4        | 3        | 1        | 2          | 1          |            | 1          |            |            | 11   | 4    | 2,750 | 352    | 301    | 1,169  | Sport Performance     |
| 2°   | Club Atlético Atenea  | 9        | 4        | 3        | 1        | 2          | 1          |            |            |            | 1          | 9    | 4    | 2,250 | 303    | 267    | 1,135  | Real Mariscal Cáceres |
| 3°   | Real Mariscal Cáceres | 6        | 4        | 2        | 2        |            | 2          |            |            | 2          |            | 8    | 8    | 1.000 | 360    | 348    | 1.034  | Club Atlético Atenea  |
| 4°   | Sport Performance     | 3        | 4        | 1        | 3        |            | 1          |            |            | 1          | 2          | 4    | 10   | 0.400 | 286    | 334    | 0.856  | Kazoku No Perú        |
| 5°   | Molivoleibol          | 2        | 4        | 1        | 3        |            |            | 1          |            | 2          | 1          | 5    | 11   | 0.455 | 321    | 372    | 0.863  | Eliminado             |

##### Resultados de la primera etapa
| N.° | Fecha       | Hora  | Equipo 1              | Res. | Equipo 2              | Set 1 | Set 2 | Set 3 | Set 4 | Set 5 | Total   |
| --- | ----------- | ----- | --------------------- | ---- | --------------------- | ----- | ----- | ----- | ----- | ----- | ------- |
| 1   | 14 de enero | 15:00 | Real Mariscal Cáceres | 1-3  | Kazoku No Perú        | 20-25 | 25-23 | 22-25 | 15-25 | x     | 82-98   |
| 2   | 14 de enero | 16:30 | Sport Performance     | 0-3  | Club Atlético Atenea  | 15-25 | 22-25 | 20-25 | x     | x     | 57-75   |
| 3   | 20 de enero | 18:00 | Molivoleibol          | 3-2  | Kazoku No Perú        | 25-22 | 23-25 | 17-25 | 25-20 | 15-10 | 105-102 |
| 4   | 20 de enero | 19:30 | Real Mariscal Cáceres | 3-1  | Sport Performance     | 24-26 | 25-13 | 26-24 | 25-15 | x     | 100-78  |
| 5   | 21 de enero | 15:00 | Molivoleibol          | 0-3  | Club Atlético Atenea  | 17-25 | 19-25 | 20-25 | x     | x     | 56-75   |
| 6   | 21 de enero | 16:30 | Kazoku No Perú        | 3-0  | Sport Performance     | 25-18 | 25-19 | 25-20 | x     | x     | 75-57   |
| 7   | 27 de enero | 18:00 | Molivoleibol          | 1-3  | Sport Performance     | 23-25 | 25-19 | 20-25 | 16-25 | x     | 84-94   |
| 8   | 27 de enero | 19:30 | Club Atlético Atenea  | 3-1  | Real Mariscal Cáceres | 21-25 | 25-18 | 25-15 | 25-19 | x     | 96-77   |
| 9   | 28 de enero | 15:00 | Club Atlético Atenea  | 0-3  | Kazoku No Perú        | 18-25 | 14-25 | 25-27 | x     | x     | 57-77   |
| 10  | 28 de enero | 16:30 | Molivoleibol          | 1-3  | Real Mariscal Cáceres | 17-25 | 18-25 | 28-26 | 13-25 | x     | 76-101  |

#### Segunda etapa

##### Semifinales
| N.°         | Fecha        | Hora  | Equipo 1             | Res. | Equipo 2              | Set 1 | Set 2 | Set 3 | Set 4 | Set 5 | Total |
| ----------- | ------------ | ----- | -------------------- | ---- | --------------------- | ----- | ----- | ----- | ----- | ----- | ----- |
| Semifinal 1 | 3 de febrero | 15:00 | Kazoku No Perú       | 3-0  | Sport Performance     | 25-13 | 25-16 | 25-21 | x     | x     | 75-50 |
| Semifinal 2 | 3 de febrero | 16:30 | Club Atlético Atenea | 3-0  | Real Mariscal Cáceres | 26-24 | 25-13 | 25-23 | x     | x     | 76-60 |

##### Finales
| N.°           | Fecha        | Hora  | Equipo 1          | Res. | Equipo 2              | Set 1 | Set 2 | Set 3 | Set 4 | Set 5 | Total  |
| ------------- | ------------ | ----- | ----------------- | ---- | --------------------- | ----- | ----- | ----- | ----- | ----- | ------ |
| Tercer puesto | 4 de febrero | 15:00 | Sport Performance | 2-3  | Real Mariscal Cáceres | 25-23 | 25-22 | 22-25 | 11-25 | 9-15  | 92-110 |
| Final         | 4 de febrero | 18:00 | Kazoku No Perú    | 0-3  | Club Atlético Atenea  | 20-25 | 17-25 | 20-25 | x     | x     | 57-75  |

### Serie B
La serie B se disputó de ida y vuelta en Arequipa entre los equipos mistianosClub Atlético Faraday, Club Fundación Taybor y Academia Porvenir Boys. Atlético Faraday ganó todos sus encuentros, se proclamó ganador de la serie y clasificó al cuadrangular final de la LNIV 2024.  

#### Clasificación
Última actualización: 3 de febrero de 2024.
| Pos. | Equipos          | Puntajes | Partidos | Partidos | Partidos | Resultados | Resultados | Resultados | Resultados | Resultados | Resultados | Sets | Sets | Sets  | Puntos | Puntos | Puntos | Detalle                     |
| Pos. | Equipos          | Puntajes | PJ       | PG       | PP       | 3-0        | 3-1        | 3-2        | 2-3        | 1-3        | 0-3        | SG   | SP   | Ratio | PG     | PP     | Ratio  | Detalle                     |
| ---- | ---------------- | -------- | -------- | -------- | -------- | ---------- | ---------- | ---------- | ---------- | ---------- | ---------- | ---- | ---- | ----- | ------ | ------ | ------ | --------------------------- |
| 1°   | Atlético Faraday | 12       | 4        | 4        |          | 3          | 1          |            |            |            |            | 12   | 1    | 9.000 | 334    | 270    | 1.183  | Clasificado al cuadrangular |
| 2°   | Fundación Taybor | 3        | 3        | 1        | 2        | 1          |            |            |            | 1          | 1          | 4    | 6    | 0.667 | 241    | 233    | 1.034  | Eliminados                  |
| 3°   | Porvenir Boys    | 0        | 3        |          | 3        |            |            |            |            |            | 3          |      | 9    | 0.000 | 153    | 225    | 0.680  | Eliminados                  |

#### Resultados
| N.° | Fecha        | Hora  | Equipo 1         | Res. | Equipo 2         | Set 1 | Set 2 | Set 3 | Set 4 | Set 5 | Total  |
| --- | ------------ | ----- | ---------------- | ---- | ---------------- | ----- | ----- | ----- | ----- | ----- | ------ |
| 1   | 20 de enero  | 15:00 | Fundación Taybor | 1-3  | Atlético Faraday | 26-24 | 23-25 | 28-30 | 22-25 | x     | 99-104 |
| 2   | 21 de enero  | 15:00 | Porvenir Boys    | 0-3  | Atlético Faraday | 22-25 | 19-25 | 12-25 | x     | x     | 53-75  |
| 3   | 27 de enero  | 15:00 | Porvenir Boys    | 0-3  | Fundación Taybor | 14-25 | 21-25 | 14-25 | x     | x     | 49-75  |
| 4   | 28 de enero  | 15:00 | Atlético Faraday | 3-0  | Fundación Taybor | 25-19 | 30-28 | 25-20 | x     | x     | 80-67  |
| 5   | 3 de febrero | 15:00 | Atlético Faraday | 3-0  | Porvenir Boys    | 25-16 | 25-18 | 25-17 | x     | x     | 75-51  |
| 6   | 4 de febrero | 15:00 | Fundación Taybor |      | Porvenir Boys    |       |       |       |       |       |        |

### Serie C
La serie C se jugó a una sola ronda en Nuevo Chimbote entre los clubes Los Brillantes de Chimbote, Star Net de Trujillo, y Sumak Selva de Tarapoto. Star Net ganó sus dos encuentros, se proclamó ganador de la serie y clasificó al cuadrangular final de la LNIV 2024.  

#### Clasificación
- Última actualización: 4 de febrero de 2024.

| Pos. | Equipos        | Puntajes | Partidos | Partidos | Partidos | Resultados | Resultados | Resultados | Resultados | Resultados | Resultados | Sets | Sets | Sets  | Puntos | Puntos | Puntos | Detalle                     |
| Pos. | Equipos        | Puntajes | PJ       | PG       | PP       | 3-0        | 3-1        | 3-2        | 2-3        | 1-3        | 0-3        | SG   | SP   | Ratio | PG     | PP     | Ratio  | Detalle                     |
| ---- | -------------- | -------- | -------- | -------- | -------- | ---------- | ---------- | ---------- | ---------- | ---------- | ---------- | ---- | ---- | ----- | ------ | ------ | ------ | --------------------------- |
| 1°   | Star Net       | 6        | 2        | 2        |          | 2          |            |            |            |            |            | 6    |      | MÁX.  | 150    | 102    | 1.471  | Clasificado al cuadrangular |
| 2°   | Sumak Selva    | 0        | 1        |          | 1        |            |            |            |            |            | 1          |      | 3    | 0.000 | 59     | 75     | 0.787  | Eliminados                  |
| 3°   | Los Brillantes | 0        | 1        |          | 1        |            |            |            |            |            | 1          |      | 3    | 0.000 | 43     | 75     | 0.573  | Eliminados                  |

#### Resultados
| N.° | Fecha        | Hora  | Local       | Res. | Visita         | Set 1 | Set 2 | Set 3 | Set 4 | Set 5 | Total |
| --- | ------------ | ----- | ----------- | ---- | -------------- | ----- | ----- | ----- | ----- | ----- | ----- |
| 1   | 3 de febrero | 15:00 | Star Net    | 3-0  | Los Brillantes | 25-10 | 25-11 | 25-22 | x     | x     | 75-43 |
| 2   | 4 de febrero | 10:00 | Sumak Selva | 0-3  | Star Net       | 17-25 | 23-25 | 19-25 | x     | x     | 59-75 |
| 3   | 4 de febrero | 16:00 | Sumak Selva |      | Los Brillantes |       |       |       |       |       |       |

## Segunda Fase: Cuadrangular Final
Tras culminar la primera fase del torneo, Club Atlético Atenea de Lima (ganador de la serie A), Kazoku No Perú de Lima (segundo de la serie A), Atlético Faraday de Arequipa (ganador de la serie B) y Star Net de Trujillo (ganador de la serie C) jugaron el cuadrangular final en el Colegio La Salle de Breña, con una entrada general de S/ 10 por fecha.      
En esta instancia, el Club Atlético Atenea ganó todos sus partidos y se proclamó campeón de la Liga Nacional Intermedia de Voleibol 2024, logrando ascender por primera vez a la Liga Nacional Superior de Voleibol del Perú. Por otro lado, Kazoku No Perú logró el subcampeonato y jugó la Revalidación 2024 contra Deportivo Wanka el 17 de febrero de 2024.      

### Clasificación
- Última actualización: 11 de febrero de 2024.

| Pos. | Equipos              | Puntajes | Partidos | Partidos | Partidos | Resultados | Resultados | Resultados | Resultados | Resultados | Resultados | Sets | Sets | Sets  | Puntos | Puntos | Puntos | Detalle                                          |
| Pos. | Equipos              | Puntajes | PJ       | PG       | PP       | 3-0        | 3-1        | 3-2        | 2-3        | 1-3        | 0-3        | SG   | SP   | Ratio | PG     | PP     | Ratio  | Detalle                                          |
| ---- | -------------------- | -------- | -------- | -------- | -------- | ---------- | ---------- | ---------- | ---------- | ---------- | ---------- | ---- | ---- | ----- | ------ | ------ | ------ | ------------------------------------------------ |
| 1°   | Club Atlético Atenea | 9        | 3        | 3        |          | 1          | 2          |            |            |            |            | 9    | 2    | 4.500 | 265    | 198    | 1.338  | Asciende a la LNSV 2024-25                       |
| 2°   | Kazoku No Perú       | 6        | 3        | 2        | 1        | 1          | 1          |            |            | 1          |            | 7    | 4    | 1.750 | 249    | 225    | 1.107  | Jugó la Revalidación 2024 contra Deportivo Wanka |
| 3°   | Star Net             | 3        | 3        | 1        | 2        | 1          |            |            |            | 2          |            | 5    | 6    | 0.833 | 234    | 242    | 0.967  | Eliminados                                       |
| 4°   | Atlético Faraday     | 0        | 3        |          | 3        |            |            |            |            |            | 3          |      | 9    | 0.000 | 142    | 225    | 0.631  | Eliminados                                       |

### Resultados
| N.° | Fecha         | Hora  | Equipo 1             | Res. | Equipo 2         | Set 1 | Set 2 | Set 3 | Set 4 | Set 5 | Total |
| --- | ------------- | ----- | -------------------- | ---- | ---------------- | ----- | ----- | ----- | ----- | ----- | ----- |
| 1   | 9 de febrero  | 15:00 | Club Atlético Atenea | 3-1  | Star Net         | 25-17 | 25-21 | 22-25 | 25-19 | x     | 97-82 |
| 2   | 9 de febrero  | 16:30 | Kazoku No Perú       | 3-0  | Atlético Faraday | 25-15 | 25-19 | 25-21 | x     | x     | 75-55 |
| 3   | 10 de febrero | 15:00 | Club Atlético Atenea | 3-0  | Atlético Faraday | 25-10 | 25-11 | 25-19 | x     | x     | 75-40 |
| 4   | 10 de febrero | 16:30 | Kazoku No Perú       | 3-1  | Star Net         | 25-13 | 25-20 | 23-25 | 25-19 | x     | 98-77 |
| 5   | 11 de febrero | 15:00 | Atlético Faraday     | 0-3  | Star Net         | 14-25 | 13-25 | 20-25 | x     | x     | 47-75 |
| 6   | 11 de febrero | 16:30 | Club Atlético Atenea | 3-1  | Kazoku No Perú   | 18-25 | 25-13 | 25-17 | 25-21 | x     | 93-76 |

## Revalidación 2024
La revalidación enfrentó a Deportivo Wanka (penúltimo de la Liga Nacional Superior de Voleibol Femenino 2023-2024) contra Kazoku No Perú (subcampeón de la Liga Nacional Intermedia de Voleibol 2024). La serie se jugó a partido único el 17 de febrero de 2024 en el Polideportivo de Villa El Salvador. Deportivo Wanka mantuvo la categoría al derrotar 3-0 a Kazoku No Perú, club que no logró el ascenso y jugará la Liga Intermedia 2025.     
- Jugará la LNSV 2024-2025.      Jugará la LNIV 2025.

| Pos. | Equipo          | Marcador de la serie | Partidos | Partidos | Partidos | Resultados | Resultados | Resultados | Resultados | Resultados | Resultados | Sets | Sets | Sets  | Puntos | Puntos | Puntos |
| Pos. | Equipo          | Marcador de la serie | PJ       | PG       | PP       | 3-0        | 3-1        | 3-2        | 2-3        | 1-3        | 0-3        | SG   | SP   | Ratio | PG     | PP     | Ratio  |
| ---- | --------------- | -------------------- | -------- | -------- | -------- | ---------- | ---------- | ---------- | ---------- | ---------- | ---------- | ---- | ---- | ----- | ------ | ------ | ------ |
| 1°   | Deportivo Wanka | 1-0                  | 1        | 1        |          | 1          |            |            |            |            |            | 3    |      | MÁX.  | 75     | 59     | 1.271  |
| 2°   | Kazoku No Perú  | 0-1                  | 1        |          | 1        |            |            |            |            |            | 1          |      | 3    | 0.000 | 59     | 75     | 0.787  |

### Resultado
| Fecha         | Hora  | Partido     | Penúltimo LNSV 2023-24 | Res. | 2° LNIV 2024   | S1    | S2    | S3    | S4 | S5 | Total |
| ------------- | ----- | ----------- | ---------------------- | ---- | -------------- | ----- | ----- | ----- | -- | -- | ----- |
| 17 de febrero | 15:00 | Definitorio | Deportivo Wanka        | 3-0  | Kazoku No Perú | 25-17 | 25-19 | 25-23 | x  | x  | 75-59 |

## Podio de la LNIV 2024
|                         |                           |                     |
| Club Atlético Atenea    | Kazoku No Perú            | Star Net            |
| Ascendió a la LPV 24-25 | Jugó la Revalidación 2024 | Jugará la LNIV 2025 |
| Medalla de oro          | Medalla de plata          | Medalla de bronce   |